# داميان سيمز
داميان سيمز (بالإنجليزية: Damian Sims)‏ هو لاعب كرة قدم أمريكية ولاعب كرة القدم الكندية أمريكي، ولد في 26 مارس 1986 في بوينتون في الولايات المتحدة.